# Manor MNR1
A Manor MNR1 (másik nevén Marussia MR04) egy Formula–1-es versenyautó, amelyet a 2015-ös Formula–1 világbajnokságra tervezett a Manor Marussia csapat, de sosem versenyzett.
A 2014-es szezon során a Marussia csődbe ment, viszont találtak új befektetőket, akiknek a segedelmével benevezhettek a 2015-ös bajnokságba is, immár Manor Marussia néven. 2014 novemberében bemutatták a Toro Rosso korábbi mérnöke, Luca Furbatto által tervezett új autó terveit. Költségcsökkentési okokból ez leginkább a Marussia MR03 átdolgozott változata volt, az új szabályoknak történő megfeleltetéssel. Megváltozott az autó orrának kiképzése, alacsonyabbra került az autó eleje, átalakították az első és hátsó szárnyakat, és új felfüggesztést is terveztek.
Az autó mégsem került bevetésre, helyette a Marussia MR03B modellel versenyzett a csapat 2015-ben. Gene Haas, aki 2016-ban csatlakozott be a Haas csapattal a bajnoki küzdelmekbe, megvásárolta a kasztni terveit saját autójának kifejlesztéséhez felhasználva azt.